# 푼트 백반
푼트 백반(Punt Facula)은 목성의 위성인 가니메데에 존재하는 흰 반점 모양의 지형이다. 길이는 228km이다. 현재는 IAU에서 지정한 지질학적 모양에서 등재가 취소되었고 푼트 충돌구가 되었다.